# Lawrence B. McGill
Lawrence B. McGill (22 de febrero de 1866 – 22 de febrero de 1928) fue un director, actor y guionista cinematográfico de nacionalidad estadounidense, activo en la época del cine mudo. 

## Biografía
Se conoce poco de su biografía. Nacido en Courtland, Misisipi, debutó como director en 1911 con un film producido por Eclair American. Trabajó con pequeñas productoras y rodó 28 filmes como director, actuando en cinco y escribiendo el guion de uno.
De entre sus cintas, destaca la rodada en 1917 Crime and Punishment. Su última película, rodada en 1918, fue protagonizada por Irene Castle.
Lawrence B. McGill falleció en Waldo, Florida, en1928. Fue enterrado en el Cementerio  Laurel Grove, en Waldo.

## Filmografía

### Director
- Hands Across the Sea in '76 (1911)
- Man's Best Friend (1912)
- The Gypsy Bride (1912)
- The Mote and the Beam (1913)
- The Children of St. Anne (1913)
- London Assurance (1913)
- Shep, the Hero (1913)
- Annie Laurie (1913)
- The Dream Home (1913)
- Dick's Turning (1913)
- The Wager (1913)
- Maria Roma (1913)
- Our Mutual Girl (1914)
- In Mizzoura (1914)
- The Greyhound (1914)
- America (1914)
- The Price He Paid (1914)
- Are They Born or Made? (1915)
- The Studio of Life (1915)
- When Cameron Passed By (1915)
- Sealed Valley (1915)
- How Molly Malone Made Good (1915)
- Sowing the Wind (1916)
- The Woman's Law (1916)
- Crime and Punishment (1917)
- The Angel Factory (1917)
- The First Law (1918)
- The Girl from Bohemia (1918)

### Actor
- Brooms and Dustpans (1912)
- Camille (1912)
- The Call of the West (1912)
- Pierre of the Plains (1914)
- A Woman's Experience, de Perry N. Vekroff (1918)

### Guionista
- Checkers, de Augustus E. Thomas (1913)